# Waldemar Markiewicz
Waldemar Markiewicz (ur. 1947 w Warszawie) – polski urzędnik i dyplomata, ambasador RP w Libanie (2002–2006).

## Życiorys
Ukończył Szkołę Główną Planowania i Statystyki. W 1971 podjął pracę w Polskim Instytucie Spraw Międzynarodowych, będąc w tym czasie również ekspertem delegacji na KBWE w Genewie. W drugiej połowie lat 70. podjął pracę w służbie zagranicznej. Był stażystą ambasady PRL w Paryżu, od 1977 do 1981 II sekretarzem ambasady w Brukseli. W latach 1985–1988 był I sekretarzem ambasady w Atenach, a od 1991 do 1995 radcą politycznym i chargé d'affaires. Między 1997 a 1998 był radcą i rzecznikiem ambasady RP w Sztokholmie. W latach 1995–1997 pełnił również funkcję doradcy do spraw międzynarodowych przy ministrze spraw wewnętrznych i pełnomocnika ministra do spraw PHARE i przedstawicielem w Grupie Bałtyckiej. W 1997 ukończył specjalistyczny kurs Departamentu Stanu USA dotyczący rozwiązywania sytuacji kryzysowych. Od października 2001 był radcą Prezesa Rady Ministrów. Od 2002 do 2006 ambasador RP w Libanie.
Jest autorem publikacji dotyczących współpracy ekonomicznej Polski z państwami rozwijającymi się. Zna kilka języków, m.in. francuski i angielski.